# Девушка с чемоданом
«Девушка с чемоданом» (итал. La ragazza con la valigia) — кинофильм режиссёра Валерио Дзурлини, вышедший на экраны в 1961 году. Лента участвовала в конкурсной программе Каннского кинофестиваля, а Клаудия Кардинале за свою актёрскую работу была удостоена специальной премии «Давид ди Донателло».

## Сюжет
Молодая певица Аида Дзеппони остаётся одна с чемоданом в незнакомом городе после того, как её бросает повеса Марчелло Файнарди, обещавший устроить её карьеру. Аида отправляется домой к Марчелло, однако тот просит своего брата — 16-летнего Лоренцо — соврать ей, что здесь такой не живёт, и избавиться от неё. После разговора с посетительницей юноша проникается к ней сочувствием и начинает снабжать деньгами. Постепенно Лоренцо влюбляется в неё.

## В ролях
- Клаудия Кардинале — Аида Дзеппони
- Жак Перрен — Лоренцо Файнарди
- Лучана Анджолилло — тётя Лоренцо
- Ренато Бальдини — Франча
- Риккардо Гарроне — Ромоло
- Эльза Альбани — Лучия
- Коррадо Пани — Марчелло Файнарди
- Джан Мария Волонте — Пьеро Бенотти
- Ромоло Валли — дон Пьетро
- Энцо Гариней — Пино
- Чиччо Барби — Крозия